# 난양 이공대학
난양 이공대학(Nanyang Technological University, NTU, 중국어 간체자: 南洋理工大学, 병음: Nányáng Lǐgōng Dàxué, 말레이어: Universiti Teknologi Nanyang, 타밀어: நன்யாங் தொழில்நுட்ப பல்கலைக்கழகம்)은 싱가포르의 2대 공립 대학의 하나이다. 본래 사립대학으로 출발하였으나, 현재는 공립학교로 운영된다. 캠퍼스는 싱가포르에서 가장 크며, 공과대학은 세계에서 가장 크다. 200 헥타르 규모의 윈난 정원(Yunnan Garden, 雲南園)) 캠퍼스는 2010년 제1회 세계 청소년 올림픽의 선수촌이었으며, 2011년 7월에는 제3회 아세안 학교 게임(ASG, the 3rd ASEAN school Games)이 개최된 곳이기도 하다. 빠르게 성장하는 연구 대학 중 하나이며, 많은 재단으로부터 기부를 받아 NTU의 연구 재단 규모는 경쟁적으로 성장하고 있으며, 2개의 연구 센터가 유명하며, 싱가포르 지구연구소와 싱가포르 환경 생명공학(the Singapore Centre on Environmental LifeSciences Engineering)도 유명하다.

## 개요

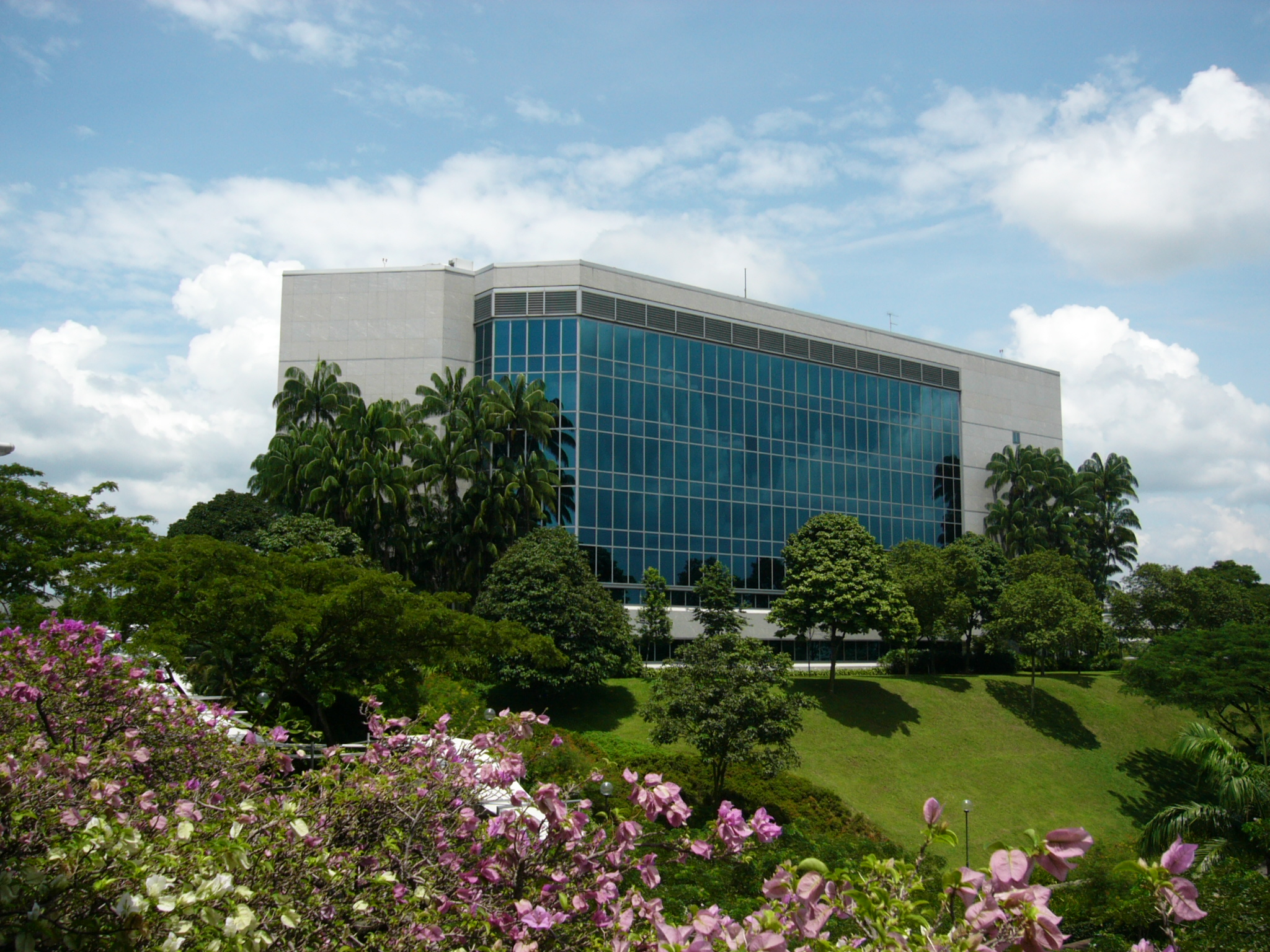
행정관(Administrative Building)

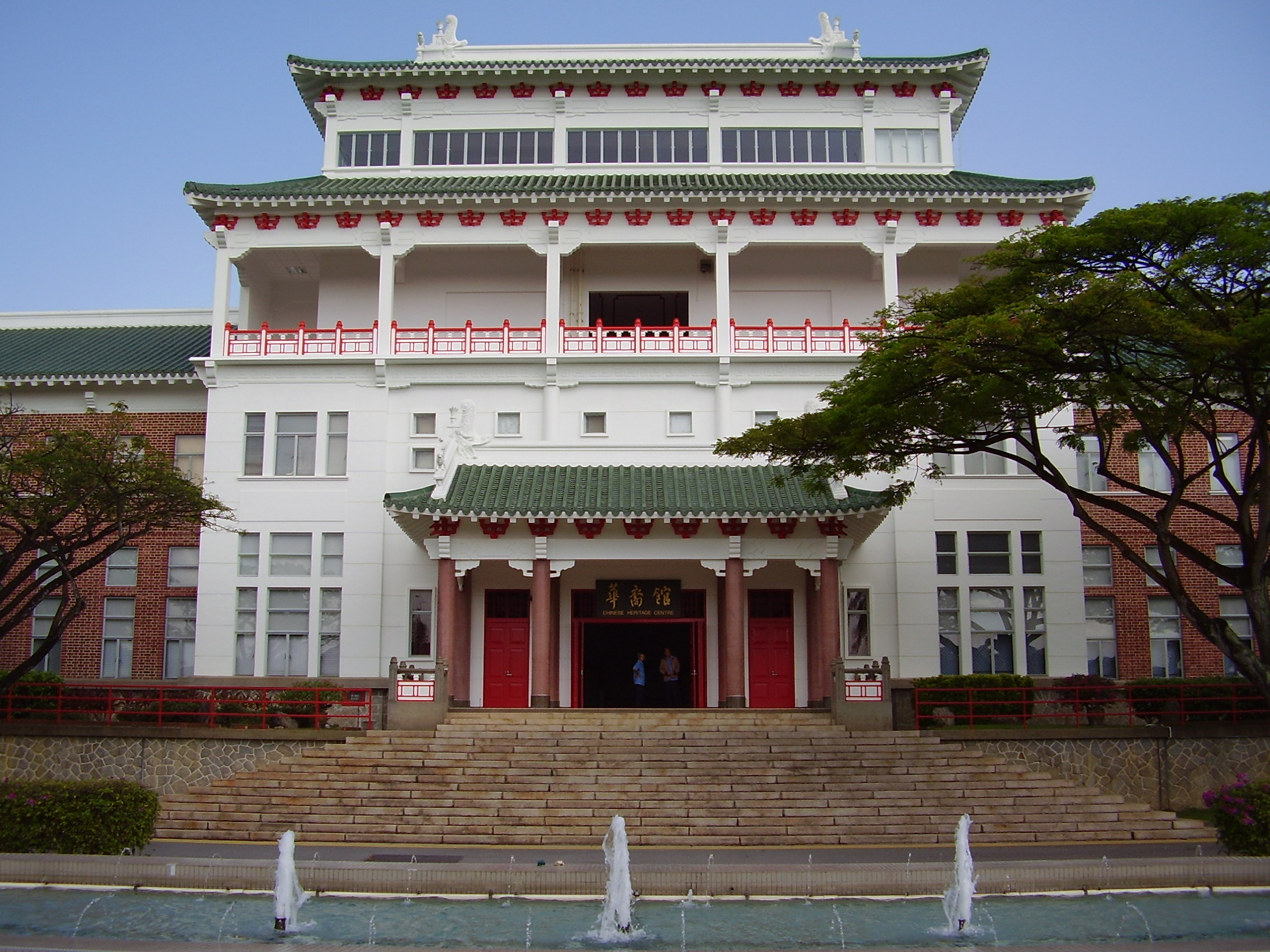
화예관(華裔館), 구.행정관(Chinese Heritage Centre, formerly the administrative building of Nanyang Technological University)

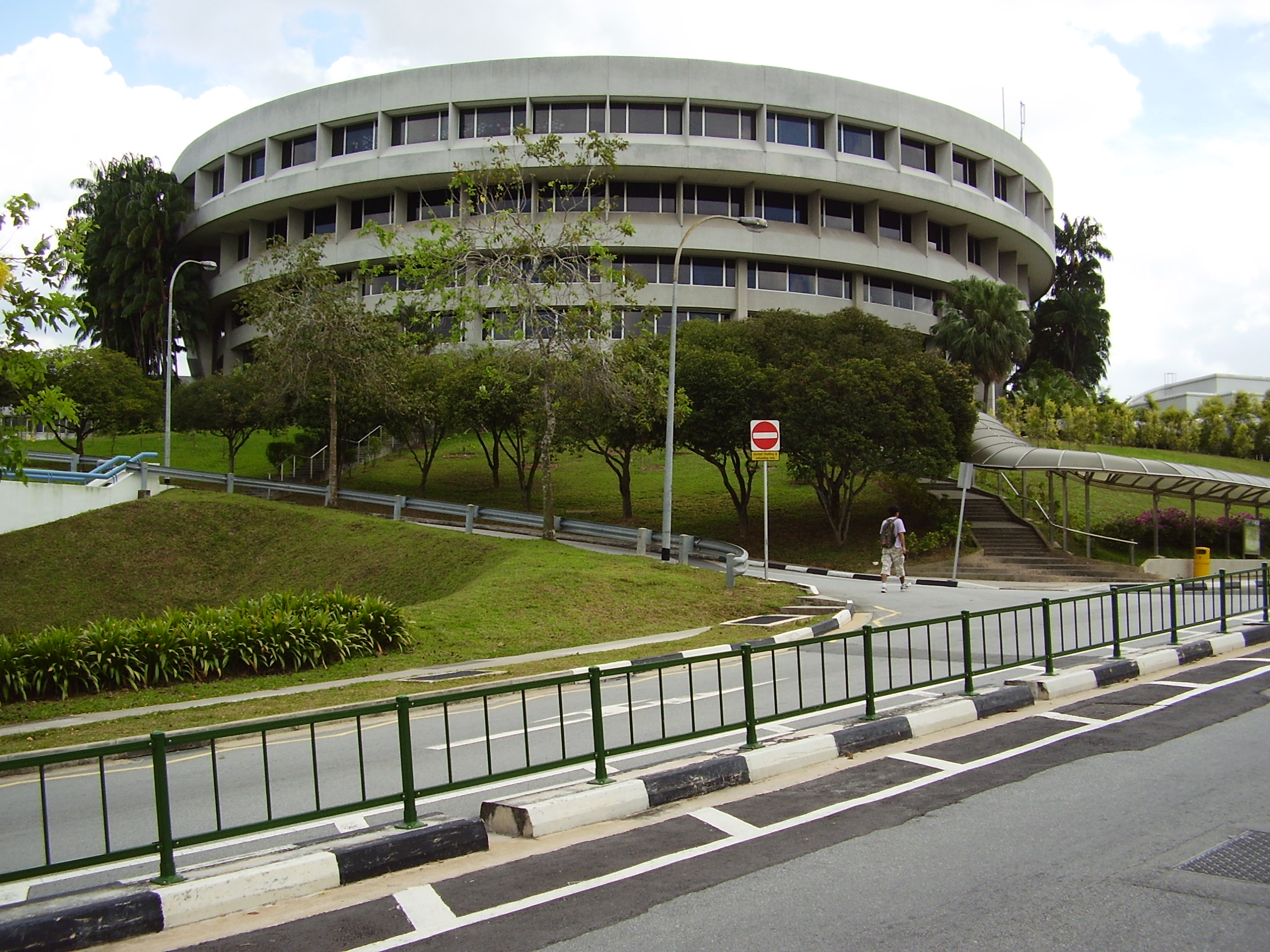
이위남(李偉南)도서관

난양 이공대학은 싱가포르 남서부 주롱에 위치해 있으며 철저한 능력주의를 따른다.
윈난 정원(Yunnan Garden, 雲南園)) 캠퍼스는 경치로 유명하며, 싱가포르 시 중심에서 남서쪽으로 25km 떨어져 있다. 1986년에 캠퍼스가 부분 완성되었으며, 일본인 건축가 단게 겐조(丹下健三)가 설계한 곳이다. 200만m2(200 헥타르)의 넓은 대지에 위치한 학교는 '가든(Garden)’ 캠퍼스라는 표현처럼 ‘정원’이 연상된다. 지붕에 잔디를 얹은 예술디자인미디어대학(미대) 건물은 예술성과 친환경적인 컨셉트를 절묘하게 조화시킨 건물로 잘 알려져 있다. 물리 및 수학과 건물은 가장 훌륭한 교실, 실험실 등이 갖춰져 있으며, 옥스퍼드와 함께 디자인한 실험실을 갖추고 있다. 싱가포르에서 가장 좋고 현대화된 설비이다. 캠퍼스 무선망을 통해 학습 및 행정 업무가 가능하다. 미국 Ewing Marion Kauffman 재단의 해외 첫 지원이었다. 캠퍼스 전체를 아우르는 유무선 인터넷 인프라가 구축됐으며 e러닝 시스템을 통한 수업도 활발하다. 수 관잉 NTU 총장은 “다문화 연구 대학을 추구하는 난양 이공대학은 미국, 유럽, 중국, 인도 등 전 세계로 우리의 영역을 넓혀가나고 있다”며 “최첨단의 연구 인력과 시설을 바탕으로 전 세계적인 명성을 거듭 확인하고 있다”고 말했다.
현재의 NTU라는 이름으로 최종 설립된 것은 1991년이지만, 1955년 한 독지가의 기부로 설립된 사립‘난양대학’이 그 전신이다. 1981년 8월 설립된 난양기술학교(Nanyang Technology Institute)가 오늘날의 NTU로 발전했다.
짧은 역사에도 불구하고 글로벌 기술 대학으로 명성을 날리고 있으며, ‘다양한 학과 교육(diverse discipline)을 통한 인재 육성’이라는 학교의 비전처럼 8개 단과대학에 공학·응용과학·경영학·커뮤니케이션·회계·상업, 교육·인문·사회과학·화학·수학·예술·디자인·미디어 등의 학부를 두고 있다. 이공대학 국제 연맹(Global Alliance of Technological Universities)의 창립 멤버 학교이기도 하다.
‘글로벌NTU프로그램’이라는 명칭 아래 해외 교환 학생 유치는 물론 NTU 학생들을 해외로 내보내는 데도 적극적이다. 난양 이공대학 학생의 20%는 중국·인도·인도네시아·베트남 등 아시아 각지에서 유학온 학생들이 차지하고 있다. 해외 유학 프로그램으로는 ‘국제교환학생프로그램(INSTEP)’부터 ‘글로벌여름학기(GSS)’, ‘글로벌집중어학연수프로그램(GIP)’ 등 다채로운 과정이 개설돼 있다.
수많은 연구개발(R&D) 센터와 연구소가 포진해 있다. NTU가 현재 추진 중인 다양한 과학기술 프로젝트에는 스탠퍼드·MIT·카네기멜론·코넬대 등의 대학 연구진들이 참여하고 있다.

## 동문
난양 이공대학(NTU)은 매년 우수 동문을 상대로 ‘난양자오요우장(Nanyang Alumni Award)’을 수여한다. 특별상, 성과상, 서비스상, 젊은 동문상 4개 분야 수상자들을 보면 싱가포르는 물론 전 세계에서 활약 중인 NTU 출신들을 한 눈에 볼 수 있다. NTU가 아시아 명문대학의 하나로 명성을 쌓게 되면서, 아시아 정치 지도자들의 자녀들도 공부하기도 한다. 수실로 밤방 유도요노(Susilo Bambang Yudhoyono) 인도네시아 대통령, 노벨 평화상 수상자인 주제 하무스 오르타 동티모르 대통령, 응우옌 민 찌엣 베트남 국가주석의 자제들이 NTU를 거친 것으로 알려져 있다.

## 장학 제도
장학제도 역시 독창적이다. 먼저 눈에 띄는 것은 대학원생들을 위한 ‘총장장학제도’. 총장장학제도는 연구 부문을 대상으로 한 장학제 중 가장 혜택이 많다. 그만큼 최상위 성적을 받은 학생들이나 뛰어난 리더십 및 연구에 열정을 가진 학생들을 선정해 수여하는데, 이들에게는 수강료 면제 혜택과 동시에 매월 3200싱가포르달러(약 250만원)가 지급된다.
또, 글로벌 리더십을 길러주기 위해 해외 주요 컨퍼런스에 참여할 수 있는 기회(4년 내 두 번)가 제공된다. 이 밖에 연간 500싱가포르달러가 교재비로 지급되며, 기숙사도 우선 배정된다.
‘연구장학제도’도 특징적이다. 대상은 1, 2등급을 받은 학생들이다. 박사과정에 있는 대학원생에게는 매달 2000 싱가포르 달러가 지급되며 연구성과에 따라 최대 2500 싱가포르 달러까지 제공된다. 또 대상자로 선정되면 매년 별도의 연구비를 받을 수 있고 PC 및 통신 사용료도 지원된다.
싱가포르 국제 대학원 어워드 등 해외 유학생만을 대상으로 수여되는 상도 존재한다.
난양이공대학 측은 “우리 장학제도는 학생들의 학문적 성취를 위해서만이 아니라 글로벌 인재들로 하여금 난양기술대학을 선택하도록 하는 중요한 요소”라며 “우수 인재 유치 및 양성이 장학 제도의 기본 원칙”이라고 설명했다. 난양기술대학의 장학제도는 동문들의 기부금으로도 운영되는데, 이 학교가 최근 1년 새 모은 기부금은 130만싱가포르달러(약 10억5000만원)에 달했다.

## 학업시스템
난양 이공대학(NTU)은 과학·엔지니어링·정보기술(IT)·생명과학·나노기술 등 이공계 분야의 연구 및 혁신활동과 더불어 경영학석사(MBA) 과정을 제공한다.
현재 NTU는 전 세계 40여개국에서 온 2500명의 교수진과 연구진을 보유하고 있으며 1만 9100명의 학부생과 8600명 이상의 대학원생이 있다. 학부는 회계학·상업·컴퓨터공학·재료공학·전기전자공학·도시구조공학·기계제조공학 등의 전공으로 구성되며 다양한 학제적(cross-disciplinary) 프로그램을 통해 학생들이 학업 선택권과 성취도를 높일 수 있도록 했다.
또 4개 단과대에 12개 스쿨을 운영 중이다. 엔지니어링 단과대는 기술과 혁신에 중점을 둔 6개 스쿨을, 과학 단과대는 물리·수학 과정에서 명예학위 프로그램을 운영 중이다. 비즈니스 단과대의 난양 비즈니스 스쿨은 싱가포르내 유일의 비즈니스 스쿨로 세계 MBA 100위 안에 꼽힌다. 이밖에 인류·예술·사회과학 단과대가 있다.
대학원은 연구과정과 코스 또는 논문 과정 등 두가지 형태의 프로그램으로 운영되고 있다.
NTU는 세계의 리더를 양성한다는 교육목표를 실현하기 위해 MIT대·스탠포드대·코넬대·워싱턴대 등 세계 유명대학들과도 협력 프로그램을 운영하며 학생들에게 해외 교육 옵션을 제공하고 있다.
이 대학은 특히 산학협력 프로그램의 활성화에 힘입어 졸업 후 한 달 내에 100%에 가까운 취업률을 자랑하고 있다.
5000개 이상의 기업·기관들이 이 대학과 관련된 프로그램에 참여하고 있고 프로그램의 효율성을 극대화하기 위해 기업·정부·대학 관계자들로 이뤄진 자문위원회도 운영되고 있다. 자문위는 새로운 교육 및 연구 프로그램을 개발하거나 기존 프로그램의 개선작업을 수행한다.
기업의 혁신과 창의적인 사업 아이디어 창출을 위한 연구능력 지원과 인재확보를 돕는 산학협력 프로그램의 허브로 ‘혁신과 기술 전환 오피스(Innovation & Technology Transfer Office)’와 ‘혁신센터(Innovation Centre)’가 운영되고 있다. 이들 기구를 통해 학생들은 8∼30주에 걸쳐 교수지도 하에 현장 프로젝트를 수행한다.
21세기 첨단 기술분야로 꼽히는 나노기술(NT) 분야에서도 산학협력도 수행하고 있다. NTU는 지난 2003년 나노기술 석사학위 과정을 설치한데 이어 2005년 일본기업과 공동으로 나노메트롤로지 센터를 세웠다. 또 대학내 NT 연구활동을 촉진하기 위한 나노클러스터(Nano Cluster)도 구축했다.

### 공대
College of Engineering website
- School of Chemical and Biomedical Engineering (SCBE)
- School of Civil and Environmental Engineering (CEE) 보관됨 2010-04-07 - 웨이백 머신
- School of Computer Engineering (SCE) 보관됨 2007-12-15 - 웨이백 머신
- School of Electrical and Electronic Engineering (EEE)
- School of Materials Science and Engineering (MSE) 보관됨 2007-12-16 - 웨이백 머신
- School of Mechanical and Aerospace Engineering (MAE)

### 이과대
- School of Biological Sciences (SBS) 보관됨 2013-08-17 - 웨이백 머신
- School of Physical and Mathematical Sciences (SPMS) 보관됨 2018-09-21 - 웨이백 머신

### 난양 경영대
- Nanyang Business School (NBS) 보관됨 2006-10-09 - 웨이백 머신

### 인문대와 사회과학대
- School of Art, Design and Media (ADM) 보관됨 2009-02-20 - 웨이백 머신
- Wee Kim Wee School of Communication and Information (SCI) 보관됨 2007-12-19 - 웨이백 머신
- School of Humanities and Social Sciences (HSS)

### 자치 기관
- Earth Observatory of Singapore 보관됨 2011-11-30 - 웨이백 머신
- National Institute of Education (NIE)
- S. Rajaratnam School of International Studies (RSIS)
- Singapore Centre on Environmental Life Sciences Engineering[깨진 링크(과거 내용 찾기)]

### 연구소와 센터
- 공자연구소
- Cornell-Nanyang Institute of Hospitality Management
- Energy Research Institute @ NTU
- Institute of Advanced Studies 보관됨 2021-02-07 - 웨이백 머신
- Institute for Media Innovation 보관됨 2011-05-06 - 웨이백 머신
- Lien Chinese Enterprise Research Centre
- Nanyang Environment and Water Research Institute
- Nanyang Technopreneurship Center 보관됨 2011-03-06 - 웨이백 머신

## 연구 기관 및 센터
다문화 프로그램을 운영한다. MIT, 스탠포드 대학교, 코넬 대학교, 칼텍(Caltech), 워싱턴 대학교, 카네기 멜론 대학교 등을 포함한 핵심 파트너와의 협력 뿐만 아니라, 아시아의 세계 수준 대학교들인 인도 공과대학교(Indian Institutes of Technology, IIT), 북경대, 상해교통대, 와세다 대학교, 유럽의 캠브리지 대학교, 임페리얼 칼리지 런던, Eidgenössische Technische Hochschule Zürich, Karolinska Institutet 및 Technische Universität München 등과 협력하고 있다.

### 다분야 연구 클러스터
- Biomedical and Pharmaceutical Engineering Cluster (BPE Cluster)
  - Biomedical Engineering Research Centre (BMERC)
  - Centre for Biotechnology (CBT)
  - Centre for Chiral and Pharmaceutical Engineering (CCPE)
  - Computer-integrated Medical Intervention Laboratory (CIMIL)
  - Physiological Mechanics Laboratory (PML)

- Nanoscience and Nanotechnology Cluster (NanoCluster)
  - Advanced Materials Research Centre (AMRC)
  - Facility for Analysis, Characterisation, Testing and Simulation (FACTS)
  - Microelectronics Centre (MEC)
  - MicroMachines Centre (MMC)
  - Photonics Research Centre (PhRC)
  - Precision Engineering and Nanotechnology (PEN) Centre

- Intelligent Devices and Systems Cluster
  - Centre for Computational Intelligence (C2i)
  - Centre for High Performance Embedded Systems (CHiPES) 
  - Centre for Human Factors and Ergonomics (CHFE)
  - Centre for Integrated Circuits and Systems (CICS)
  - Centre for Intelligent Machines (CIM)
  - Centre for Mechanics of Micro-Systems (CMMS)
  - Robotics Research Centre (RRC)

- Advanced Computing and Media Cluster
  - Centre for Advanced Media Technology (CAMTech)
  - Interaction and Entertainment Research Centre (IERC)
  - BioInformatics Research Centre (BIRC)

- InfoComm Cluster
  - Network Technology Research Centre (NTRC)
  - Positioning and Wireless Technology Centre (PWTC)
  - Centre for Multimedia and Network Technology (CeMNet)
  - Centre for Signal Processing (CSP)
  - Centre for Information Security (CIS)

### 기타 기관 및 센터
- Centre for Research on Small Enterprise Development (CRSED)
- Chinese Heritage Centre (CHC)
- Information Communication Institute of Singapore (ICIS)
- Institute of Defence and Strategic Studies (IDSS)
- Institute of Environmental Science and Engineering (IESE)

### 대외 협력 센터
- Energetic Materials Research Centre (EMRC)
- Intelligent Systems Centre (IntelliSys)
- NTU-CIDB Centre for Advanced Construction Studies (CACS)
- NTU-MINDEF Protective Technology Research Centre (PTRC)
- NTU-MPA Maritime Research Centre
- NTU-NEA Environmental Engineering Research Centre (EERC)
- NTU-PWD Geotechnical Research Centre (GRC)
- NTU-SGI Centre for Graphics and Imaging Technology (CGIT)
- Satellite Engineering Centre (SEC)
- Temasek Laboratories@NTU
- Thales@NTU

## 난양 크로니클
Nanyang Chronicle은 캠퍼스 내 최대 인터넷 및 출판물 소식통이다.(인쇄부수 15,000) NTU의 staff들과 학생들로 조직되어 3주마다 출판된다. WKWSCI(Wee Kim Wee School of Communication and Information)에서 가이드해주기도 한다. 1994년 7월 캠퍼스의 뉴스와 소식을 전해주고, 캠퍼스의 여론을 전하기 위해 처음 출판되었다. 또한 언론 분야의 학생들에게 훈련 기회를 주기도 한다. 2010년 기준으로, 편집장은 Shereen Naaz Charles이며 편집 관리인은 Elizabeth Law이다.

## 캠퍼스 이러닝
캠퍼스의 IT 서비스 센터에서 관리한다(CITS 보관됨 2008-11-23 - 웨이백 머신). 2000년부터는 WIFI 무선망을 제공하여 11Mb 속도로 이용되고 있으며, 모바일 기기(컴퓨터, PDA 등)로도 캠퍼스 거의 대부분에서 접속할 수 있다.
이-러닝 서비스는 edveNTUre에서 제공되는데, edveNTUre는 블랙보드 기술에 기반하여 프레임워크와 생태계를 교수법에 제공한다. 강의 녹화, 강의 노트 등도 가능하며, 협력, 토론, 과제, 프로젝트 등도 지원한다. (2010년 1월 기준으로, 매주 이용량은 9백만 페이지뷰를 초과한다)

## 랭킹
2010년, 《QS 세계 대학 순위》에서 NTU는 세계 100위권(세계 1%) 안에 들었다. NTU의 공과대학은 언급률(cited) 7위에 올랐다. 경영대학의 MBA는 35위이다.
S. Rajaratnam School of International Studies는 university-affiliated 싱크탱크에서 아시아 1위, 세계 13위에 올랐다.
지난 2004년에는 영국 ‘타임스’가 뽑은 최고 교육시설을 갖춘 전 세계 200대 대학 50위, 아시아 대학 중에는 7위에 랭크됐으며 다음해에는 48위로 올라섰다. 그해 공과대학 중에서는 26위의 영예를 차지했다.
싱가포르 정부 역시 국가 차원에서 이 대학을 싱가포르국립대학(NUS)와 함께 세계적인 수준의 학문 연구 메카로 육성하기 위해 지원을 아끼지 않고 있다. 이러한 노력을 인정받아 난양 이공대학은 2000년대에는 타임스 등 세계 유수의 미디어들이 선정하는 우수 대학 명단에 매년 이름을 올렸다. 2000년 ‘아시아위크’가 발표한 아시아 명문 과학기술대학 순위에서 9위에 선정됐고 같은 해 12월에는 싱가포르 내에서 최초로 캠퍼스에서 무선 인터넷 인프라를 제공하는 등 대학 혁신을 주도했다. 세계 25대 기술 대학에 포함되기도 했다.